# ナナちゃん (お笑い芸人)
ナナちゃん（1988年4月16日 - ）は、日本の女性ものまねタレント。兵庫県出身。かつて石井光三オフィスに所属していたが、その後フリーで活動後、2018年3月1日から株式会社MINERALの所属タレントとなる。2018年10月より、再びフリー。

## 来歴・人物
サイズは身長154cm、体重62kg、足25cm。血液型はAB型。
三重大学法律経済学科卒業。同志社大学大学院中退。英検準2級、トータルフードコーディネーターの資格有り。自費で料理本を出版したことがある。
ワタナベコメディスクール15期生（2011年10月入学、2012年9月卒業）出身。同スクール卒業後はワタナベエンターテインメントに所属し、かつてはコンビ「ゆずコショー」、コンビ「シェイク」、ピン芸人「ししゃも」、コンビ「チェリーボンボン」で活動。2014年にチェリーボンボン解散後、現在のピン芸人・ナナちゃんとなる。
森高千里を愛してやまず、これまで写真やグッズ、CD、コンサート、衣装（自分の体に合わせて作ってもらったオーダーメイド）、楽器などに100万円以上かけたという。昔ぽっちゃり体型で太腿がコンプレックスだった頃、テレビで森高千里を見て綺麗になろうと決意し、森高の曲『ハエ男』のカラオケをテンポを速くして録音し、1日1時間ひたすら踊るという本人曰く『森高ダイエット』で半年で約10kg痩せた。その後、ショーパブのオーディションに合格して森高のモノマネ芸人となる。芸人活動の傍ら、バーテンダー（2017年当時）の仕事もしている。
2016年4月11日、初単独ライブ「森高さん素敵な誕生日おめでとうスペシャル♡」（東京・銀座タクト）を行う。生のバンド演奏による歌ネタの物真似ライブだった。以後、森高千里の誕生日の4月11日には毎年必ず単独ライブを行っている。
2016年5月11日、それまで2年間所属していた石井光三オフィスを離れ、フリーでの活動に転向。
2021年8月に自分のクレープ店を開店。
初恋の人は野口五郎。
バットマン風の格好をした「バッタモン」やロビンの格好をした「フビン」と共に、「ニャンコウーマン」と称してキャットウーマン風の格好をしながら、不定期に危険ドラッグ撲滅の為のPR活動に参加している。
ミント、特にチョコミントが全く食べられない。
好きな食べ物は、から揚げ、シュークリーム。
得意なスポーツは卓球。
2025年5月12日に令和の虎竹ノ内社長より「出資したお金が全額返ってこず、その一部は他の事業にまわされた」とYouTubeにて配信された。

## 物真似レパートリー
- 森高千里
- misono
- 夏目三久
- 菜々緒[10]
など

## 出演

### テレビ
- ニノさん（日本テレビ）
  - ニノさんSP!!全人類サミット
- コサキン・天海の超発掘!ものまねバラエティー マネもの（フジテレビ）-2015年3月26日-
- 月曜から夜ふかし（日本テレビ）- 2015年11月16日
- ザ・ノンフィクション－コンプレックスな私（フジテレビ）- 2016年6月5日
- 幸せ!ボンビーガール（日本テレビ）- 2017年8月1日

### インターネット
- NHKエンタープライズ『神秘の世界に挑む』※声の出演

### 単独ライブ
- 森高さん素敵な誕生日おめでとうスペシャル♡ （2016年4月11日　東京・銀座タクト）
- ナナサンシャインの世界へようこそスペシャル （2016年8月19日　東京・銀座タクト）
- NANA's Live Vol.3 （2016年10月28日　東京・銀座タクト）
- ROCK A NANACHAN 〜森高さんが好きなんだもの♡スペシャル〜 （2017年4月11日　東京・銀座タクト）
- ☆非実力派ナナちゃん☆ ～ちゃんと私見て！まだまだダメよ スペシャル～ （2017年11月22日　東京・銀座タクト）
- 七が出るか八が出るかツアー'18 （2018年4月11日　東京・銀座タクト）
- Lucky ナナちゃん （2018年9月27日　東京・銀座タクト）
- ビールを片手に持ってマカロニをゆでてみようスペシャル （2019年4月11日　東京・銀座タクト）